# Markthalle (Nant)

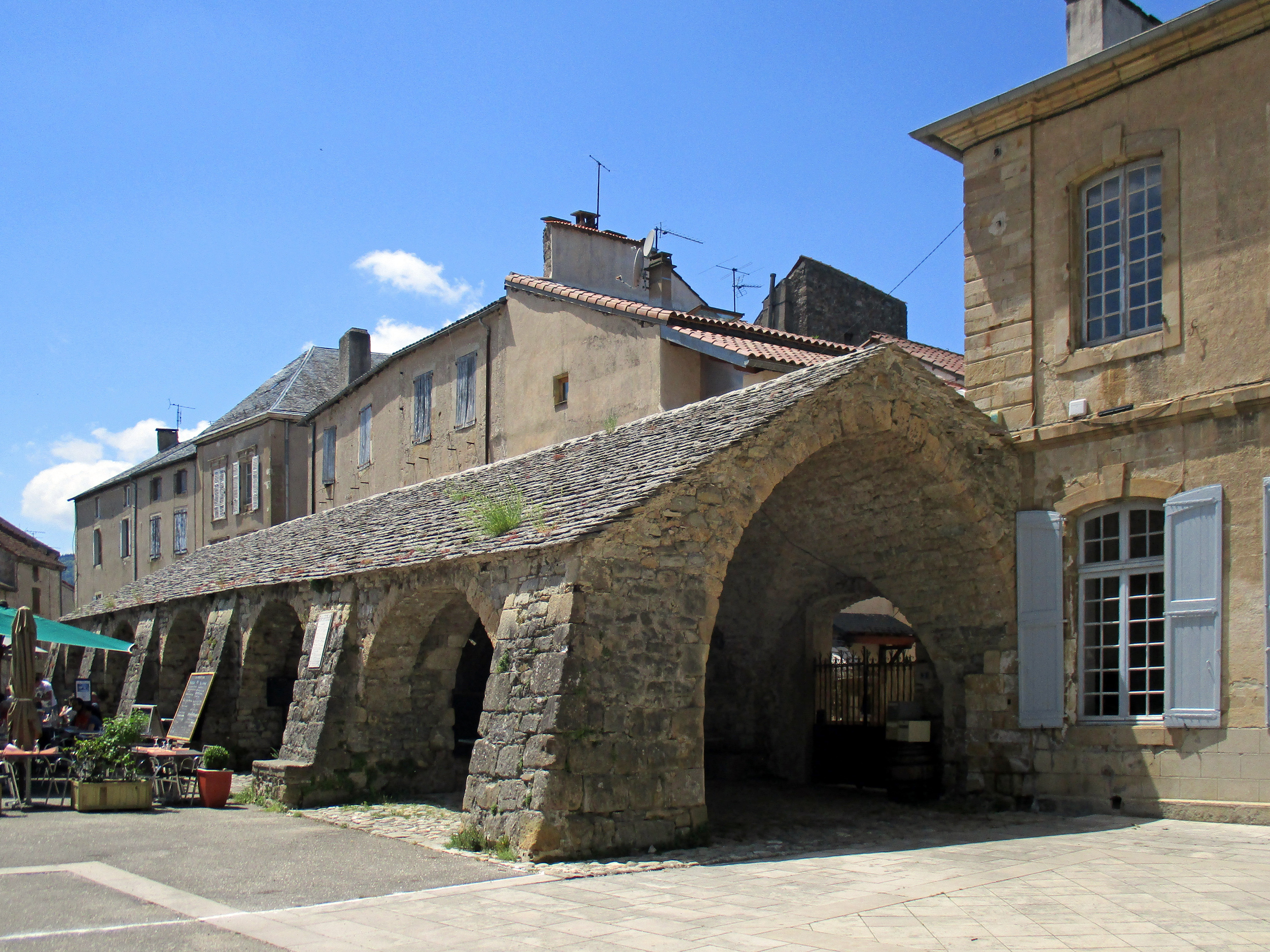
Markthalle in Nant

Die Markthalle in Nant, einer französischen Gemeinde im Département Aveyron in der Region Okzitanien, wurde im 16./17. Jahrhundert errichtet. Die Markthalle an der Rue de la Rouquette steht seit 1944 als Monument historique auf der Liste der Baudenkmäler in Frankreich.
Das Gebäude, das aussieht wie ein Arkadengang, besitzt fünf Joche mit einem Kreuzgratgewölbe. Das Dach ist mit Steinplatten gedeckt. Strebepfeiler stützen die Bögen zu Place du Claux hin.